# Hít thở

Hệ hô hấp của người

Hít thở là quá trình đưa không khí vào và ra khỏi phổi để tạo điều kiện trao đổi khí với môi trường bên trong, phần lớn bằng cách đưa oxy vào và thải khí carbon dioxide ra ngoài thông qua các cơ quan hô hấp như phổi hoặc mang. Đối với sinh vật có phổi, hít thở cũng được coi là hệ thống thông gió, bao gồm cả thì hít vào và thì thở ra. Hít thở là một phần của hô hấp và sinh lý, là hoạt động cần thiết để duy trì sự sống.
Tất cả các sinh vật hiếu khí đều cần oxy cho quá trình hô hấp tế bào. Các sinh vật này sử dụng oxy để phân giải các chất hữu cơ trong tế bào giải phóng năng lượng và tạo ra khí carbon dioxide dưới dạng chất thải. Hít thở, hay "hô hấp ngoài", đưa không khí vào phổi, nơi trao đổi khí diễn ra trong phế nang thông qua sự khuếch tán. Hệ thống tuần hoàn của cơ thể vận chuyển các khí này đến và đi từ các tế bào, nơi diễn ra quá trình "hô hấp tế bào".
Quá trình thở của tất cả các động vật có xương sống bằng phổi bao gồm các chu kỳ lặp đi lặp lại của quá trình hít vào và thở ra thông qua một hệ thống ống hoặc đường dẫn khí có nhiều nhánh dẫn từ mũi đến phế nang. Số chu kỳ hô hấp mỗi phút là nhịp thở hoặc nhịp hô hấp, và là một trong bốn dấu hiệu quan trọng chính của sự sống. Trong điều kiện bình thường, độ sâu và tốc độ thở được kiểm soát một cách tự động và vô thức bởi một số cơ chế cân bằng nội môi, giữ cho áp suất riêng phần của carbon dioxide và oxy trong máu động mạch không đổi. Giữ áp suất riêng phần của carbon dioxide trong máu động mạch không thay đổi trong nhiều trường hợp sinh lý khác nhau, góp phần đáng kể vào việc kiểm soát chặt chẽ độ pH của dịch ngoại bào (ECF). Thở quá mức (tăng thông khí) và thở kém (giảm thông khí), làm giảm và tăng áp suất riêng phần của carbon dioxide trong động mạch tương ứng, gây ra sự tăng pH của ECF trong trường hợp đầu tiên và giảm độ pH trong trường hợp thứ hai. Cả hai đều gây ra các triệu chứng căng thẳng.
Sự trao đổi khí xảy ra ở các phế nang phổi bằng cách khuếch tán thụ động của khí giữa phế nang và máu trong các mao mạch phổi. Khi các khí hoà tan trong máu, tim co bóp đẩy máu chạy vòng quanh cơ thể (thông qua hệ thống tuần hoàn). Thuật ngữ y tế cho quá trình thở thoải mái bình thường là eupnea. Ngoài việc loại bỏ carbon dioxide, hít thở dẫn đến mất nước trong cơ thể. Không khí thở ra có độ ẩm tương đối 100% do nước khuếch tán trên bề mặt ẩm ướt của hệ hô hấp và phế nang. Khi một người thở ra khi ngoài trời rất lạnh, không khí nhiều hơi nước từ phổi trở nên lạnh đến nỗi nước ngưng tụ thành sương mù, làm cho khí thở ra có thể nhìn thấy được.
Hít thở có các chức năng quan trọng khác. Nó cung cấp một cơ chế để nói, cười và những biểu hiện tương tự của cảm xúc. Nó cũng được sử dụng cho các phản xạ như ngáp, ho và hắt hơi. Động vật không thể điều hòa thân nhiệt, làm mát chỉ nhờ mồ hôi, vì chúng không đủ tuyến mồ hôi, có thể mất nhiệt do bay hơi qua việc thở mạnh.

## Cơ chế
Phổi không có khả năng tự phồng lên, và sẽ chỉ nở ra khi có sự gia tăng thể tích của khoang ngực. Ở người, cũng như ở các loài động vật có vú khác, điều này đạt được chủ yếu thông qua sự co cơ của cơ hoành, nhưng cũng nhờ sự co lại của các cơ liên sườn kéo khung xương sườn lên trên và ra ngoài như thể hiện trong sơ đồ bên trái. Trong quá trình hít vào mạnh mẽ (Hình bên phải), các cơ phụ của hít vào, kết nối xương sườn và xương ức với đốt sống cổ và đáy hộp sọ, trong nhiều trường hợp, thông qua một cơ cấu trung gian gắn vào xương đòn, phóng đại các chuyển động của tay cầm bơm và tay cầm xô (xem hình minh họa bên trái), mang lại sự thay đổi lớn hơn về thể tích khoang ngực. Trong quá trình thở ra (thở ra), khi nghỉ ngơi, tất cả các cơ hít vào thư giãn, đưa ngực và bụng trở lại vị trí được gọi là "vị trí nghỉ", được xác định bởi độ đàn hồi giải phẫu của chúng. Tại thời điểm này, phổi chứa dung tích chức năng còn lại của không khí, mà ở người trưởng thành, có thể tích khoảng 2,5–3,0 lít.
Trong quá trình thở mạnh (hyperpnea), chẳng hạn như trong khi tập thể dục, việc thở ra được thực hiện bằng cách thư giãn tất cả các cơ hít vào, (giống như khi nghỉ ngơi), nhưng ngoài ra, cơ bụng, thay vì thụ động., lúc này co bóp mạnh khiến khung xương sườn bị kéo xuống dưới (phía trước và hai bên). Điều này không chỉ làm giảm kích thước của khung xương sườn mà còn đẩy các cơ quan trong ổ bụng lên trên so với cơ hoành, do đó sẽ phình sâu vào lồng ngực. Thể tích phổi lúc cuối thở ra bây giờ ít không khí hơn so với "dung tích còn lại chức năng" lúc nghỉ. Tuy nhiên, ở động vật có vú bình thường, phổi không thể được làm trống hoàn toàn. Ở một người trưởng thành, luôn có ít nhất một lít không khí còn sót lại trong phổi sau khi thở ra tối đa.
Thở bằng cơ hoành làm cho bụng phình ra một cách nhịp nhàng và hóp lại. Do đó, nó thường được gọi là "thở bụng". Các thuật ngữ này thường được sử dụng thay thế cho nhau vì chúng mô tả cùng một hành động.
Khi các cơ phụ của quá trình hít vào được kích hoạt, đặc biệt là trong quá trình thở gắng sức, các xương đòn được kéo lên trên, như đã giải thích ở trên. Biểu hiện bên ngoài của việc sử dụng các cơ hít vào đôi khi được gọi là thở xương đòn, đặc biệt xuất hiện khi lên cơn hen suyễn và ở những người bị bệnh phổi tắc nghẽn mãn tính.

## Luồng không khí

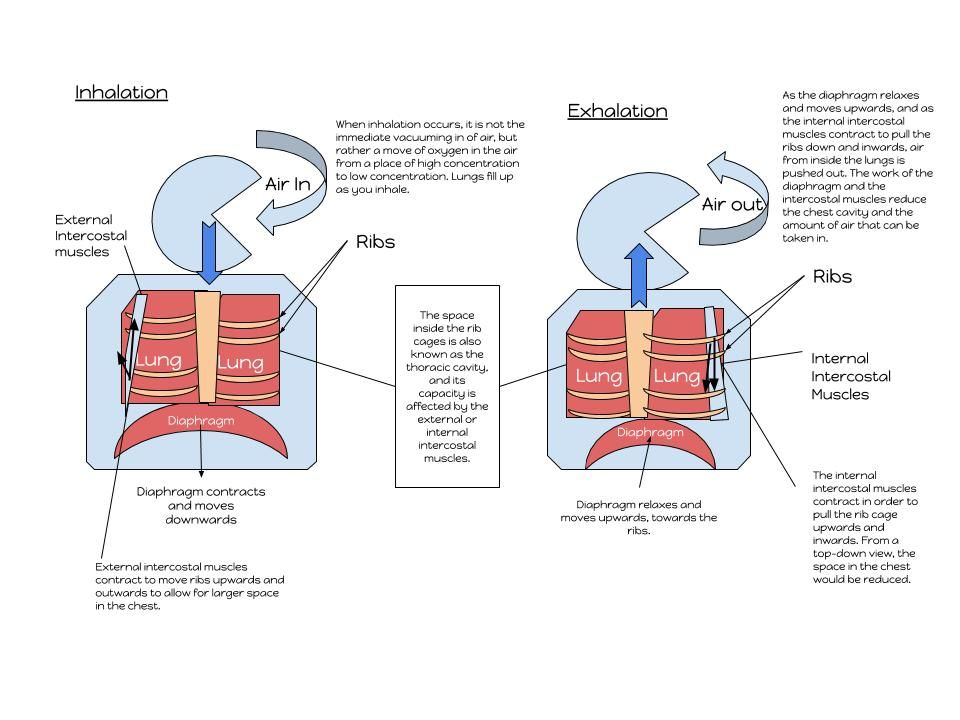
Đây là sơ đồ cho thấy cách hít vào và thở ra được điều khiển bởi nhiều loại cơ và biểu đồ đó trông như thế nào khi nhìn tổng thể chung.

### Đường hô hấp trên
1. Trachea
2. Mainstem bronchus
3. Lobar bronchus
4. Segmental bronchus
5. Bronchiole
6. Alveolar duct
7. Alveolus

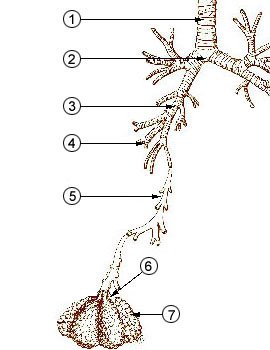
Các đường thở dưới.

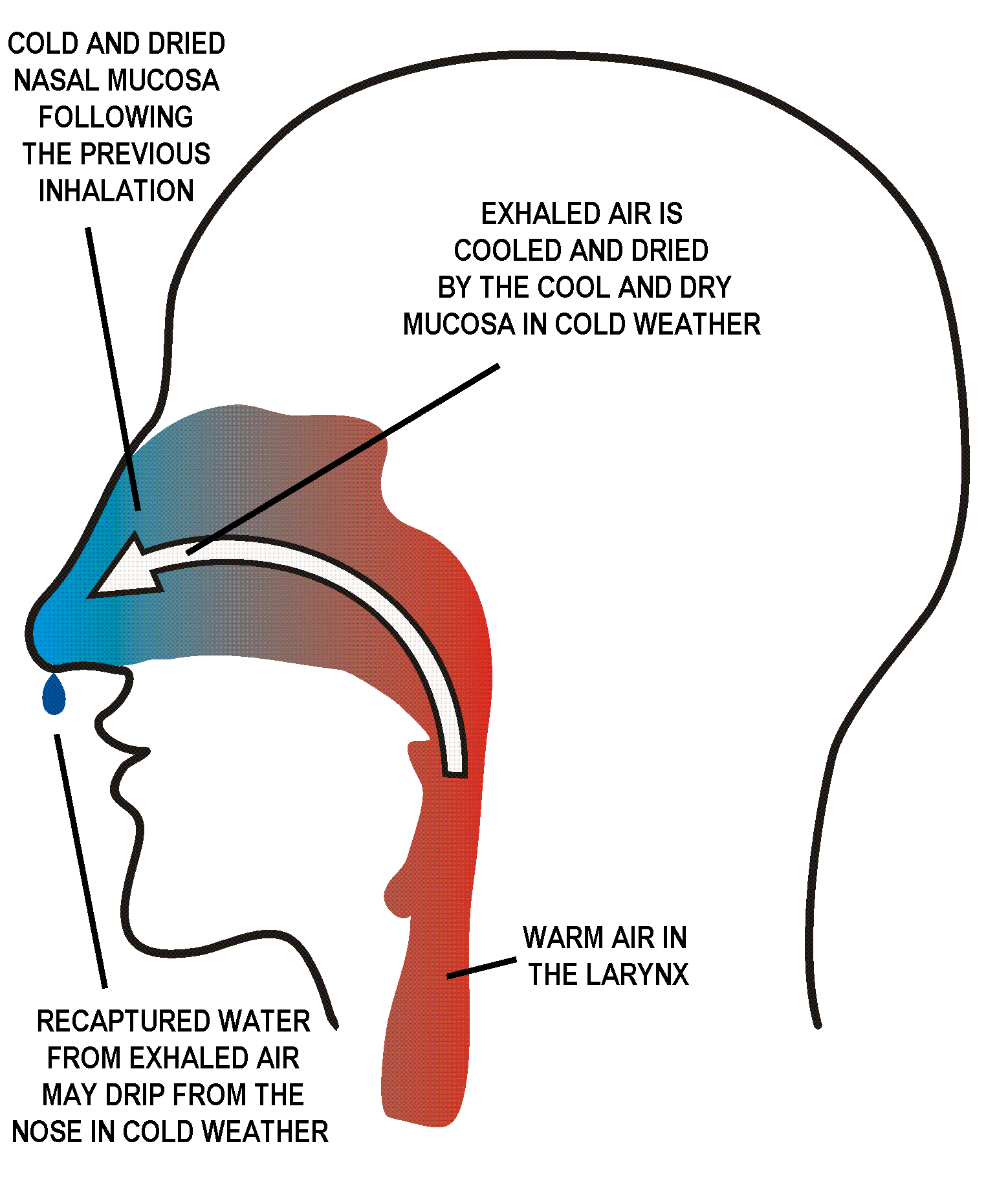
Không khí hít vào được làm ấm và làm ẩm bởi niêm mạc mũi ẩm ướt, ấm áp, do đó làm mát và khô. Khi không khí ẩm ướt từ phổi được thở ra bằng mũi, chất nhầy hút ẩm lạnh trong mũi mát và khô sẽ giữ lại một phần hơi ấm và độ ẩm từ không khí thở ra đó. Trong thời tiết quá lạnh, nước bị bắt lại có thể gây ra hiện tượng "chảy nước mũi".

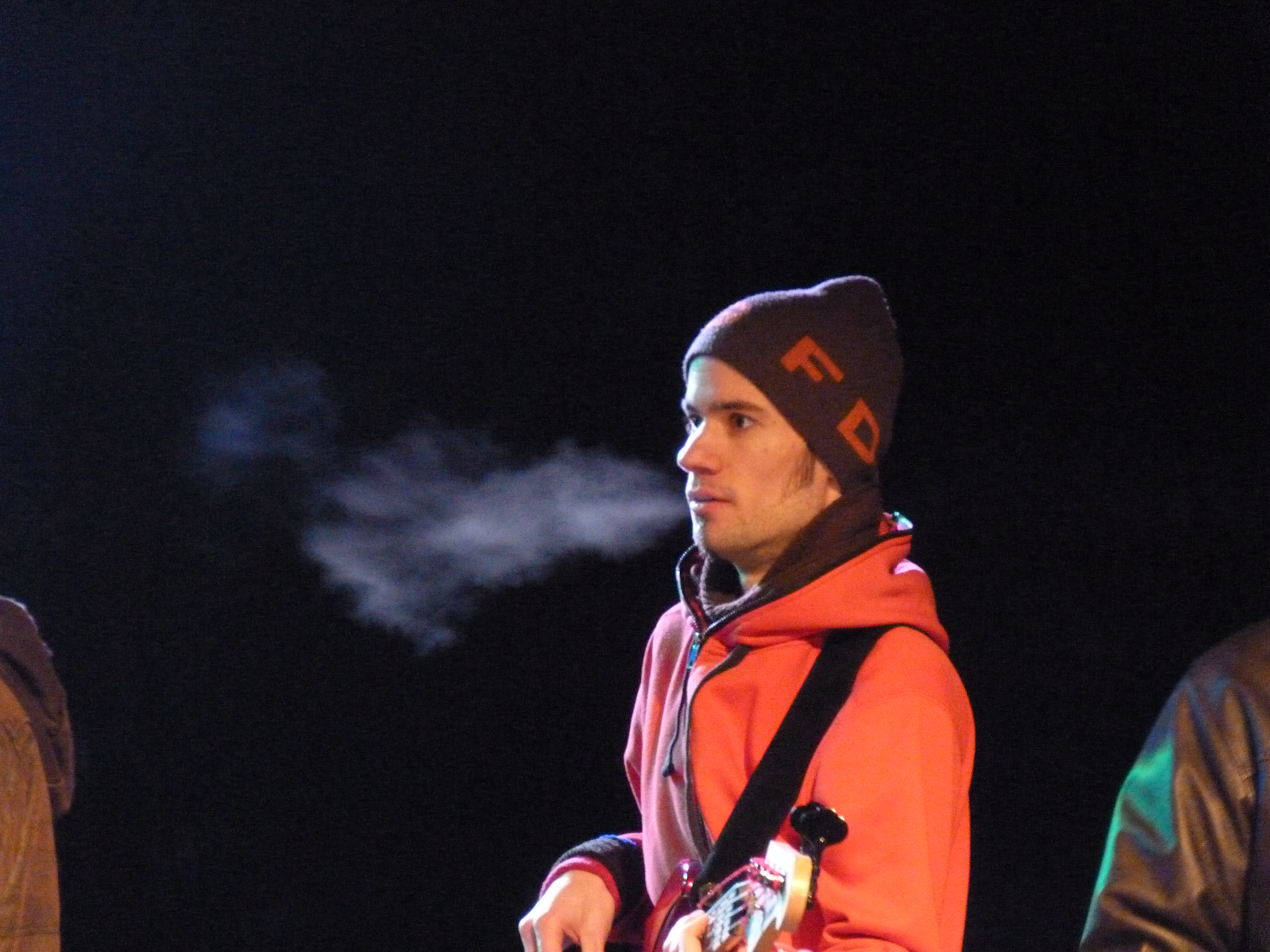
Tiếp theo từ sơ đồ trên, nếu thở ra bằng miệng trong điều kiện lạnh và ẩm, hơi nước sẽ ngưng tụ thành một đám mây hoặc sương mù có thể nhìn thấy được.

Thông thường, không khí được hít vào và thở ra qua mũi. Các hốc mũi (giữa lỗ mũi và hầu) khá hẹp, thứ nhất là do vách ngăn mũi bị chia đôi, và thứ hai là các vách bên có một số nếp gấp dọc, hoặc các ngăn, được gọi là lỗ mũi, do đó làm lộ ra diện tích lớn của màng nhầy mũi với không khí khi hít vào (và thở ra). Điều này làm cho không khí hít vào lấy hơi ẩm từ chất nhầy ướt và hơi ấm từ các mạch máu bên dưới, do đó không khí gần như bão hòa với hơi nước và gần bằng nhiệt độ cơ thể vào thời điểm nó tới thanh quản. Một phần hơi ẩm và nhiệt này được thu lại khi không khí thở ra di chuyển ra ngoài qua một phần chất nhầy đã được làm mát và khô trong đường mũi, trong quá trình thở ra. Chất nhầy dính cũng giữ lại nhiều hạt vật chất được hít vào, ngăn không cho nó đến phổi.

### Đường hô hấp dưới
Giải phẫu của hệ thống hô hấp điển hình của động vật có vú, bên dưới các cấu trúc thường được liệt kê trong số "đường hô hấp trên" (hốc mũi, hầu họng và thanh quản), thường được mô tả như một cây hô hấp hoặc cây khí quản (hình bên trái). Đường dẫn khí lớn hơn làm phát sinh các nhánh hơi hẹp hơn, nhưng nhiều hơn so với đường dẫn khí "thân" làm phát sinh các nhánh. Cây hô hấp của con người trung bình có thể bao gồm 23 nhánh như vậy thành các đường dẫn khí nhỏ dần, trong khi cây hô hấp của chuột có tới 13 nhánh như vậy. Các bộ phận gần (những bộ phận gần nhất với ngọn cây, chẳng hạn như khí quản và phế quản) có chức năng chủ yếu là truyền không khí đến các đường hô hấp dưới. Các bộ phận sau này như tiểu phế quản hô hấp, các ống phế nang và phế nang chuyên để trao đổi khí.
Khí quản và các phần đầu tiên của phế quản chính nằm ngoài phổi. Phần còn lại của các nhánh "cây" trong phổi, và cuối cùng kéo dài đến mọi phần của phổi.
Các phế nang là các thiết bị đầu cuối mù của "cây", có nghĩa là bất kỳ không khí nào đi vào chúng đều phải thoát ra theo cùng một con đường mà nó đã sử dụng để vào phế nang. Một hệ thống như vậy tạo ra không gian chết, một thể tích không khí lấp đầy đường thở (không gian chết) vào cuối quá trình hít vào, và được thở ra, không thay đổi, trong lần thở ra tiếp theo, chưa bao giờ đến phế nang. Tương tự, không gian chết được lấp đầy bởi không khí phế nang vào cuối quá trình thở ra, và là không khí đầu tiên được thở trở lại phế nang, trước khi bất kỳ không khí trong lành nào đến phế nang trong quá trình hít vào. Thể tích không gian chết của một người trưởng thành điển hình là khoảng 150 ml.

## Trao đổi khí
Mục đích cơ bản của việc thở là làm mới không khí trong phế nang để quá trình trao đổi khí diễn ra trong máu. Sự cân bằng áp suất riêng phần của khí trong máu phế nang và không khí phế nang xảy ra bằng cách khuếch tán. Sau khi thở ra, phổi của người trưởng thành vẫn chứa 2,5–3 lít khí được gọi là dung tích cặn chức năng, viết tắt là FRC. Khi hít phải, chỉ có khoảng 350 ml không khí mới, ấm, ẩm được đưa vào và được trộn đều với dung tích cặn chức năng. Do đó, thành phần khí của dung tích cặn chức năng thay đổi rất ít trong chu kỳ thở. Điều này có nghĩa là máu ở phổi, mao mạch luôn cân bằng với thành phần không khí tương đối ổn định trong phổi và tốc độ khuếch tán với khí trong máu động mạch không đổi theo mỗi nhịp thở. Do đó, các mô cơ thể không tiếp xúc với sự thay đổi lớn về căng thẳng oxy và carbon dioxide trong máu do chu kỳ thở gây ra, và các cơ quan nhận cảm hóa học ngoại vi và trung tâm chỉ đo lường sự thay đổi dần dần của các khí hòa tan. Vì vậy, việc kiểm soát nội môi của nhịp thở chỉ phụ thuộc vào áp suất riêng phần của oxy và carbon dioxide trong máu động mạch, sau đó cũng duy trì độ pH không đổi của máu.

## Điều khiển
Tốc độ và độ sâu của nhịp thở được kiểm soát tự động bởi các trung tâm hô hấp nhận thông tin từ các cơ quan thụ cảm hóa học ngoại vi và trung ương. Các cơ quan thụ cảm hóa học này liên tục theo dõi áp suất riêng phần của carbon dioxide và oxy trong máu động mạch. Trước hết, các cảm biến là cơ quan thụ cảm hóa học trung tâm trên bề mặt của ống tủy sống của thân não, đặc biệt nhạy cảm với độ pH cũng như áp suất riêng phần của carbon dioxide trong máu và dịch não tủy. Nhóm cảm biến thứ hai đo áp suất riêng phần của oxy trong máu động mạch. Cùng nhau, chất thứ hai được gọi là thụ thể hóa học ngoại vi nằm trong cơ thể động mạch chủ và động mạch cảnh. Thông tin từ tất cả các cơ quan thụ cảm hóa học này được truyền tải đến các trung tâm hô hấp ở cầu não và tủy sống, phản ứng với sự sai lệch áp suất riêng phần của carbon dioxide và oxy trong máu động mạch so với bình thường bằng cách điều chỉnh tốc độ và độ sâu của nhịp thở, sao cho cách để khôi phục áp suất riêng phần của carbon dioxide trở lại 5,3 kPa (40 mm Hg), độ pH đến 7,4 và ở mức độ thấp hơn, áp suất riêng phần của oxy đến 13 kPa (100 mm Hg). Ví dụ, tập thể dục làm tăng sản xuất carbon dioxide bởi các cơ đang hoạt động. Carbon dioxide này khuếch tán vào máu tĩnh mạch và cuối cùng làm tăng áp suất riêng phần của carbon dioxide trong máu động mạch. Điều này được cảm nhận ngay lập tức bởi các cơ quan nhận cảm carbon dioxide trên thân não. Các trung tâm hô hấp phản ứng với thông tin này bằng cách làm cho tốc độ và độ sâu của nhịp thở tăng lên đến mức áp suất riêng phần của carbon dioxide và oxy trong máu động mạch gần như ngay lập tức trở lại mức như lúc nghỉ ngơi. Các trung tâm hô hấp liên lạc với các cơ thở thông qua các dây thần kinh vận động, trong đó dây thần kinh hoành, bên trong cơ hoành, có lẽ là quan trọng nhất.
Các phản xạ kiểm soát hơi thở tự động khác cũng tồn tại. Việc ngâm mình, đặc biệt là mặt, trong nước lạnh, kích hoạt phản ứng gọi là phản xạ lặn. Điều này đầu tiên là kết quả của việc tắt các đường thở chống lại dòng nước. Tốc độ trao đổi chất chậm lại ngay. Điều này cùng với sự co mạch dữ dội của các động mạch đến các chi và nội tạng vùng bụng. Điều này dự trữ oxy có trong máu và phổi khi bắt đầu lặn gần như chỉ dành cho tim và não. Phản xạ lặn là một phản ứng thường được sử dụng ở những động vật thường xuyên phải lặn, chẳng hạn như chim cánh cụt, hải cẩu và cá voi. Nó cũng hiệu quả hơn ở trẻ sơ sinh và trẻ nhỏ hơn là ở người lớn.

## Thành phần
Không khí hít vào có 79% thể tích là nitơ, 20,95% oxy và một lượng nhỏ các khí khác bao gồm argon, carbon dioxide, neon, heli và hydro.
Khí thở ra có 4% đến 5% thể tích carbon dioxide, tăng khoảng 100 lần so với lượng hít vào. Thể tích oxy giảm đi một lượng nhỏ, từ 4% đến 5% so với lượng oxy hít vào. Thành phần tiêu biểu là:
- 5,0–6,3% hơi nước
- 79% nitơ [18]
- 13,6–16,0% oxy
- 4,0–5,3% carbon dioxide
- 1% argon
- phần triệu (ppm) hydrogen, từ hoạt động trao đổi chất của vi sinh vật trong ruột già.[19]
- ppm carbon monoxide từ sự phân hủy của protein heme.
- 1 ppm amonia.
- Lượng nhỏ hàng trăm hợp chất hữu cơ dễ bay hơi, đặc biệt là isopren và aceton. Sự hiện diện của một số hợp chất hữu cơ là dấu hiệu của một tình trạng bệnh.[20][21]

Ngoài không khí, những người lặn dưới nước thực hành kỹ thuật lặn có thể hít thở hỗn hợp khí thở giàu oxy, thiếu oxy hoặc nhiều khí heli. Oxy và khí giảm đau đôi khi được cung cấp cho bệnh nhân đang được chăm sóc y tế. Không khí trong bộ đồ vũ trụ là oxy tinh khiết. Tuy nhiên, điều này được giữ ở mức khoảng 20% áp suất khí quyển của Earthbound để điều chỉnh tốc độ hít thở.

## Ảnh hưởng của áp suất không khí xung quanh

### Thở ở độ cao

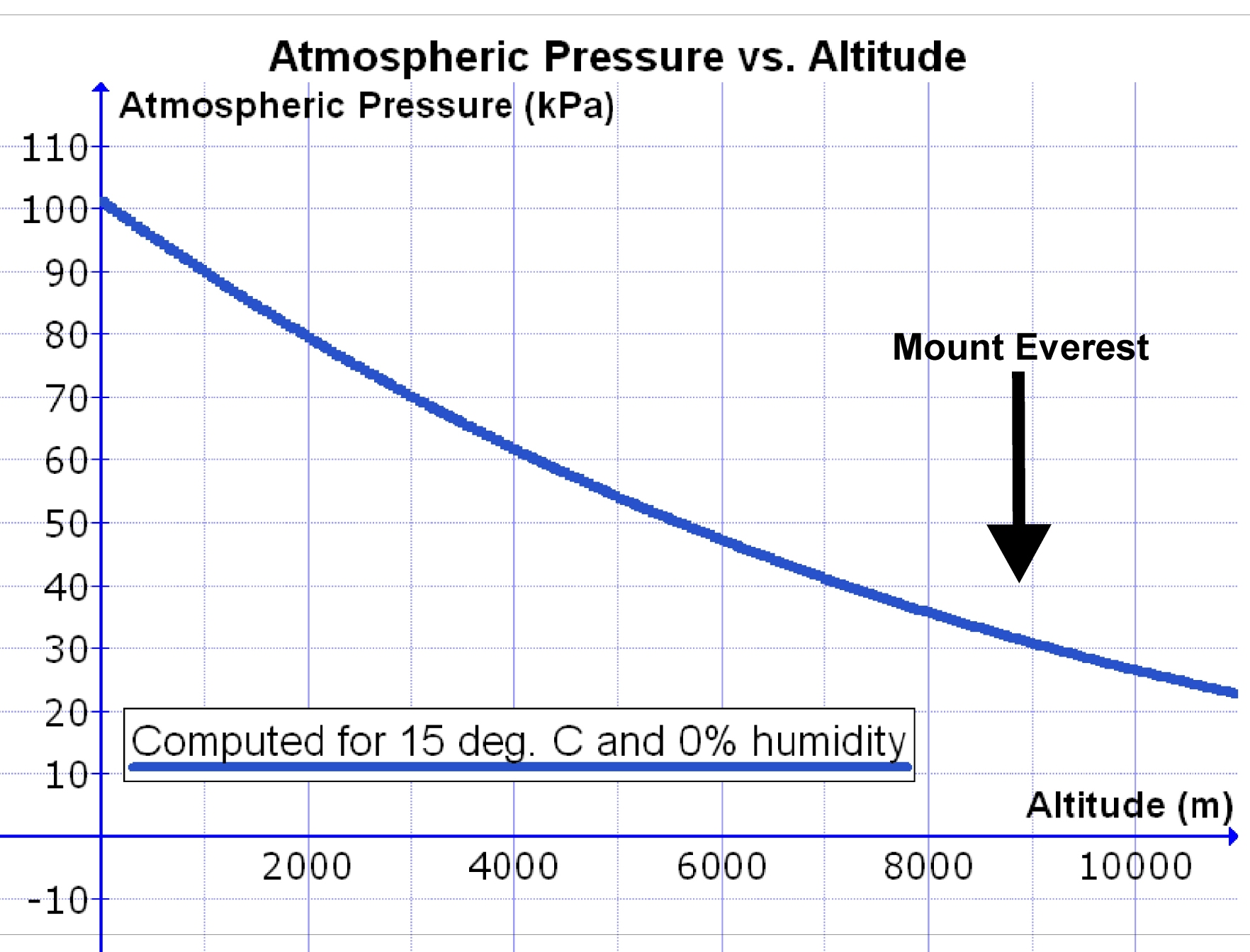
Hình 4 Áp suất khí quyển

Áp suất khí quyển giảm theo độ cao trên mực nước biển (độ cao) và do các phế nang mở ra với không khí bên ngoài qua các đường thở mở, nên áp suất trong phổi cũng giảm theo cùng một tốc độ với độ cao. Ở độ cao, vẫn cần có sự chênh lệch áp suất để đưa không khí vào và ra khỏi phổi như ở mực nước biển. Cơ chế thở ở độ cao về cơ bản giống với thở ở mực nước biển nhưng có những điểm khác biệt sau:
Áp suất khí quyển giảm theo cấp số nhân theo độ cao, giảm gần một nửa sau mỗi 5.500 mét (18.000 ft)  tăng độ cao. Tuy nhiên, thành phần của không khí trong khí quyển hầu như không đổi dưới 80 km, do tác động trộn lẫn liên tục của thời tiết. Do đó, nồng độ oxy trong không khí (mmols O 2 trên một lít không khí) giảm cùng tốc độ với áp suất khí quyển. Ở mực nước biển, nơi áp suất môi trường xung quanh khoảng 100 kPa, oxy đóng góp 21% khí quyển và áp suất riêng phần của oxy (PO2) là 21 kPa (tức là 21% của 100 kPa). Tại đỉnh Everest, 8.848 mét (29.029 ft), trong đó tổng áp suất khí quyển là 33,7 kPa, oxy vẫn đóng góp 21% khí quyển nhưng áp suất riêng phần của nó chỉ là 7,1 kPa (tức là 21% của 33,7 kPa = 7,1 kPa). Do đó, phải hít vào một lượng không khí lớn hơn ở độ cao so với mực nước biển để hít thở cùng một lượng oxy trong một khoảng thời gian nhất định.
Trong quá trình hít vào, không khí được làm ấm và bão hòa với hơi nước khi đi qua mũi và hầu trước khi đi vào phế nang. Áp suất hơi bão hòa của nước chỉ phụ thuộc vào nhiệt độ; ở nhiệt độ lõi của cơ thể là 37 °C thì là 6,3 kPa (47,0 mmHg), bất kể ảnh hưởng nào khác, kể cả độ cao. Do đó, ở mực nước biển, không khí trong khí quản (ngay trước khi không khí hít vào phế nang) bao gồm: hơi nước (PH2O = 6,3 kPa), nitơ (PN2 = 74,0 kPa), oxy (PO2 = 19,7 kPa) và một lượng nhỏ của carbon dioxide và các khí khác, tổng cộng là 100 kPa. Trong không khí khô, PO2 ở mực nước biển là 21,0 kPa, so với PO2 là 19,7 kPa trong khí quản (21% trong tổng số [100 - 6,3] = 19,7 kPa). Ở đỉnh Everest không khí khí quản có tổng áp suất là 33,7 kPa, trong đó 6,3 kPa là hơi nước, làm giảm PO2 trong khí quản xuống 5,8 kPa (21% của [33,7 - 6,3] = 5,8 kPa), ngoài những gì được tính đến khi chỉ giảm áp suất khí quyển (7.1 kPa).
Độ dốc áp suất buộc không khí vào phổi trong quá trình hít vào cũng giảm theo độ cao. Tăng gấp đôi thể tích của phổi làm giảm một nửa áp suất trong phổi ở bất kỳ độ cao nào. Có áp suất không khí trên mực nước biển (100 kPa) dẫn đến một gradient áp suất là 50 kPa nhưng làm tương tự ở mức 5500 m, trong đó áp suất khí quyển là 50 kPa, sự tăng gấp đôi thể tích của phổi dẫn đến một gradient áp suất duy nhất là 25 kPa. Trong thực tế, bởi vì chúng ta hít thở một cách nhẹ nhàng, theo chu kỳ nên tạo ra độ dốc áp suất chỉ từ 2–3 kPa, điều này ít ảnh hưởng đến tốc độ thực tế của luồng vào phổi và dễ dàng được bù đắp bằng cách thở sâu hơn một chút. Độ nhớt thấp hơn của không khí ở độ cao cho phép không khí lưu thông dễ dàng hơn và điều này cũng giúp bù đắp bất kỳ sự mất mát nào của gradient áp suất.
Tất cả các tác động trên của áp suất khí quyển thấp đối với hô hấp thường được điều chỉnh bằng cách tăng thể tích phút hô hấp (thể tích khí thở vào - hoặc thở ra - mỗi phút), và cơ chế thực hiện điều này là tự động. Sự gia tăng chính xác cần thiết được xác định bởi cơ chế cân bằng nội môi của khí hô hấp, điều hòa PO2 và PCO2 trong động mạch. Cơ chế cân bằng nội môi này ưu tiên điều chỉnh PCO2 trong động mạch hơn cơ chế điều hòa oxy ở mực nước biển. Có nghĩa là, ở mực nước biển, PCO2 động mạch được duy trì ở mức rất gần 5,3 kPa (hoặc 40 mmHg) trong nhiều trường hợp và được phép thay đổi trong một phạm vi giá trị rất rộng, trước khi tạo ra đáp ứng điều chỉnh thông khí. Tuy nhiên, khi áp suất khí quyển (và do đó là PO2 trong khí quyển) giảm xuống dưới 75% giá trị của nó ở mực nước biển, cân bằng nội môi oxy được ưu tiên hơn cân bằng nội môi carbon dioxide. Việc chuyển đổi này xảy ra ở độ cao khoảng 2.500 mét (8.200 ft). Nếu sự chuyển đổi này xảy ra tương đối đột ngột, sự tăng thông khí ở độ cao lớn sẽ gây ra sự sụt giảm nghiêm trọng PCO2 trong động mạch với hậu quả là pH huyết tương động mạch tăng lên dẫn đến kiềm hô hấp. Đây là một trong những nguyên nhân gây ra say độ cao. Mặt khác, nếu việc chuyển sang cân bằng nội môi oxy không hoàn toàn, thì tình trạng thiếu oxy có thể làm phức tạp bệnh cảnh lâm sàng với kết quả có thể gây tử vong.

### Thở ở độ sâu

Nỗ lực thở điển hình khi thở bằng bộ điều chỉnh lặn

Áp suất tăng lên theo độ sâu của nước với tốc độ khoảng một bầu khí quyển - hơn 100 kPa, hoặc một bar, cứ sau mỗi 10 mét. Không khí được thợ lặn thở dưới nước ở áp suất môi trường của nước xung quanh và điều này có một loạt các tác động sinh lý và sinh hóa phức tạp. Nếu không được quản lý đúng cách, hít thở khí nén dưới nước có thể dẫn đến một số rối loạn lặn bao gồm chấn thương phổi, bệnh giảm áp, mê nitơ và nhiễm độc oxy. Tác động của khí thở dưới áp suất còn phức tạp hơn khi sử dụng một hoặc nhiều hỗn hợp khí đặc biệt.
Không khí được cung cấp bởi bộ điều chỉnh lặn, làm giảm áp suất cao trong xi lanh lặn xuống áp suất môi trường xung quanh. Hiệu suất thở của bộ điều chỉnh là một yếu tố khi lựa chọn bộ điều chỉnh phù hợp cho loại hình lặn sẽ thực hiện. Điều mong muốn là thở từ bộ điều chỉnh cần nỗ lực thấp ngay cả khi cung cấp một lượng lớn không khí. Nó cũng được khuyến nghị rằng nó cung cấp không khí thông suốt mà không có bất kỳ sự thay đổi đột ngột nào về lực cản khi hít vào hoặc thở ra. Trong biểu đồ bên phải, lưu ý sự gia tăng áp suất ban đầu khi thở ra để mở van xả và sự sụt giảm áp suất ban đầu khi hít vào sẽ sớm được khắc phục khi hiệu ứng Venturi được thiết kế trong bộ điều chỉnh để cho phép hút không khí dễ dàng. Nhiều bộ điều chỉnh có điều chỉnh để thay đổi mức độ dễ hít vào để thở dễ dàng.

## Rối loạn hô hấp
Các kiểu thở bất thường bao gồm thở Kussmaul, thở Biot và thở Cheyne–Stokes.
Rối loạn hô hấp khác bao gồm khó thở, thở rít, ngưng thở, ngưng thở khi ngủ (phổ biến nhất là ngừng thở tắc nghẽn khi ngủ), thở bằng miệng, và ngáy. Nhiều tình trạng liên quan đến đường thở bị tắc nghẽn. Hypopnea (thở kém) đề cập đến việc thở quá nông; hyperpnea (thở gấp) đề cập đến việc thở nhanh và sâu do nhu cầu cung cấp nhiều oxy hơn, chẳng hạn như do tập thể dục. Thuật ngữ giảm thông khí và tăng thông khí cũng đề cập đến thở nông và thở nhanh và sâu, nhưng trong những trường hợp hoặc bệnh tật không phù hợp. Tuy nhiên, không phải lúc nào cũng tuân theo sự phân biệt này (ví dụ, giữa tăng thở và tăng thông khí), do đó các thuật ngữ này thường được sử dụng thay thế cho nhau.
Một loạt các xét nghiệm hơi thở có thể được sử dụng để chẩn đoán các bệnh như không dung nạp chế độ ăn uống. Đo khí áp mũi (Rhinomanometry) áp dụng công nghệ âm thanh để kiểm tra luồng không khí qua đường mũi.